# Yoel Mariño
Pour les articles homonymes, voir Mariño.
Mariño  Miranda est un nom espagnol. Le premier nom de famille, en général paternel, est Mariño ; le second, en général maternel, souvent omis, est Miranda.
Yoel Mariño Miranda (né le 3 février 1975) est un coureur cycliste cubain des années 2000, vainqueur de 16 étapes du Tour de Cuba au cours de sa carrière.

## Palmarès sur route
- 1999
  - 8ea et 9e étapes du Tour du Chili

- 2000
  - 6e, 7e et 10e étapes du Tour de Cuba

- 2001
  - 7e et 10e étapes du Tour de Cuba

- 2002
  - 10ea et 12e étapes du Tour de Cuba

- 2004
  - 3e, 4e, 5e et 12e étapes du Tour de Cuba

- 2005
  - 4ea, 10e, 11eb et 12e étapes du Tour de Cuba

- 2010
  - 10e et 12e étapes du Tour de Cuba

## Palmarès sur piste
- 1998
  -  Médaillé d'argent de la course aux points aux Jeux d'Amérique centrale et des Caraïbes[1]